# Peperomia profissa
Peperomia profissa är en pepparväxtart som beskrevs av William Trelease. Peperomia profissa ingår i släktet peperomior, och familjen pepparväxter. Inga underarter finns listade i Catalogue of Life.